# Philodina tridentata
Philodina tridentata är en hjuldjursart som beskrevs av Rodewald 1935. Philodina tridentata ingår i släktet Philodina och familjen Philodinidae. Inga underarter finns listade i Catalogue of Life.